# Agència Basca de Meteorologia
L'Agència Basca de Meteorologia (Euskal Meteorologia Agentzia, en basc o Agencia Vasca de Meteorología, en castellà), coneguda com a Euskalmet, és l'agència meteorològica del País Basc creada el 1990. Depèn de la Direcció d'Atenció d'Emergències i Meteorologia del Govern Basc. La seva seu es troba en el Parc Tecnològic d'Àlaba de Miñao (Vitòria).
Euskalmet es va fundar l'any 1990 amb el nom de Servei Basc de Meteorologia pel Departament de Transport i Obres Públiques del Govern Basc. El desembre de 2003 va passar a anomenar-se Agència Basca de Meteorologia i tenir la seva estructura actual. Des de la seva creació ofereix informació sobre l'estat del temps, predicció meteorològica, estat de la mar, avisos i alertes al País Basc.